# کربی (ویرجینیای غربی)
کربی (به انگلیسی: Kirby) یک منطقهٔ مسکونی در ایالات متحده آمریکا است که در شهرستان همپشر، ویرجینیای غربی واقع شده‌است. کربی ۴۶۳ متر بالاتر از سطح دریا واقع شده‌است.